# A.K.A. (album)
| Đánh giá chuyên môn  | Đánh giá chuyên môn |
| Nguồn đánh giá       | Nguồn đánh giá      |
| Nguồn                | Đánh giá            |
| -------------------- | ------------------- |
| AllMusic             | [ 4 ]               |
| Billboard            | [ 5 ]               |
| Entertainment Weekly | D                   |
| The Guardian         | [ 7 ]               |
| New York Daily News  | [ 8 ]               |
| The Observer         | [ 1 ]               |
| Rolling Stone        | [ 9 ]               |
| Slant Magazine       | [ 10 ]              |
| Spin                 | 5/10                |
| USA Today            | [ 12 ]              |

A.K.A. (viết tắt của Also Known As) là album phòng thu thứ 8 của nữ ca sĩ người Hoa Kỳ Jennifer Lopez. Nó được phát hành ngày 13 tháng 6 năm 2014, bởi Capitol Records.

## Danh sách bài hát
| A.K.A. — Phiên bản tiêu chuẩn | A.K.A. — Phiên bản tiêu chuẩn                         | A.K.A. — Phiên bản tiêu chuẩn | A.K.A. — Phiên bản tiêu chuẩn            | A.K.A. — Phiên bản tiêu chuẩn |
| STT                           | Nhan đề                                               | Sáng tác | Nhà sản xuất                             | Thời lượng                    |
| ----------------------------- | ----------------------------------------------------- | --- | ---------------------------------------- | ----------------------------- |
| 1.                            | "A.K.A." (hợp tác với T.I.)                           | Leon "Roccstar" Youngblood Steven Franks Terence Coles Trevion Stokes Mark Pitts Kristina Marie Stephens Clifford Joseph Harris, Jr. Jennifer Lopez | Youngblood Franks [a]                    | 3:48                          |
| 2.                            | "First Love"                                          | Max Martin Savan Kotecha Ilya Salmanzadeh | Martin Ilya Peter Carlsson [b]           | 3:35                          |
| 3.                            | "Never Satisfied"                                     | Alejandro Salazar Ilsey Juber Lopez | A. Chal Cory Rooney [b] Trevor Muzzy [b] | 3:13                          |
| 4.                            | "I Luh Ya Papi" (hợp tác với French Montana)          | Noel "Detail" Fisher Andre Proctor Karim Kharbouch Lopez                                                                                            | Fisher Rooney [b]                        | 3:27                          |
| 5.                            | "Acting Like That" (hợp tác với Iggy Azalea)          | Youngblood Yoni "Soundtrack" Ayal Coles James "JDoe" Smith Pitts K. Stephens Amelia Amethyst Kelly Lopez                                            | Youngblood Ayal [a] Rooney [b] Muzzy [b] | 3:17                          |
| 6.                            | "Emotions"                                            | Chris Brown Chantal Kreviazuk Shama Joseph Rooney Lopez                                                                                             | Sham Rooney                              | 4:13                          |
| 7.                            | "So Good"                                             | Youngblood Ayal Taylor Parks Yacoub Kasawa Pitts K. Stephens Lopez                                                                                  | Youngblood Ayal [a]                      | 3:45                          |
| 8.                            | "Let It Be Me"                                        | Harmony Samuels Kirby Lauryen Lopez | Samuels Rooney [b]                       | 3:46                          |
| 9.                            | "Worry No More" (hợp tác với Rick Ross)               | Fisher Jake Troth William Leonard Roberts II Lopez                                                                                                  | Fisher                                   | 3:49                          |
| 10.                           | "Booty" (hợp tác với Pitbull hoặc Iggy Azalea(Remix)) | Rooney Lopez Benny Medina Brown Asia Bryant Armando Pérez Thomas Wesley Pentz Lewis D. Gittus Tedra Renee Wilson Danny Omerhodic                    | Rooney Lopez Medina                      | 3:23                          |
| Tổng thời lượng:              | Tổng thời lượng:                                      | Tổng thời lượng: | Tổng thời lượng:                         | 36:16                         |

| A.K.A. — Phiên bản cao cấp (bài hát bổ sung) | A.K.A. — Phiên bản cao cấp (bài hát bổ sung) | A.K.A. — Phiên bản cao cấp (bài hát bổ sung)                                                                | A.K.A. — Phiên bản cao cấp (bài hát bổ sung) | A.K.A. — Phiên bản cao cấp (bài hát bổ sung) |
| STT                                          | Nhan đề                                      | Sáng tác | Nhà sản xuất                                 | Thời lượng                                   |
| -------------------------------------------- | -------------------------------------------- | --- | -------------------------------------------- | -------------------------------------------- |
| 11.                                          | "Tens" (featuring Jack Mizrahi)              | Jovan JR Taylor Antwan "Amadeus" Thompson Charles "Chizzy" Stephens Lopez                                   | Taylor Thompson C. Stephens Rooney           | 3:55                                         |
| 12.                                          | "Troubeaux" (hợp tác vỡi Nas)                | Andrew Wansel Warren Felder Steve Mostyn Tiyon Mack Ursula Yancy Nasir Jones Lopez Marty Balin Paul Kantner | PopWansel Oakwud TheAceFace69 Rooney [b]     | 4:05                                         |
| 13.                                          | "Expertease (Ready Set Go)"                  | Felder Mostyn Sia Furler Lopez                                                                              | Oakwud TheAceFace69 RedOne [c] Rooney [b]    | 4:04                                         |
| 14.                                          | "Same Girl" (featuring French Montana)       | Brown Thompson C. Stephens Ryan "Ryghtous" Tedder Lopez                                                     | Thompson Tedder C. Stephens Rooney [b]       | 4:06                                         |
| Tổng thời lượng:                             | Tổng thời lượng:                             | Tổng thời lượng:                                                                                            | Tổng thời lượng:                             | 52:26                                        |

| A.K.A. — Phiên bản đặc biệt tại Nhật Bản và Target (bài hát bổ sung) | A.K.A. — Phiên bản đặc biệt tại Nhật Bản và Target (bài hát bổ sung) | A.K.A. — Phiên bản đặc biệt tại Nhật Bản và Target (bài hát bổ sung) | A.K.A. — Phiên bản đặc biệt tại Nhật Bản và Target (bài hát bổ sung) | A.K.A. — Phiên bản đặc biệt tại Nhật Bản và Target (bài hát bổ sung) |
| STT                                                                  | Nhan đề                                                              | Sáng tác                                                             | Nhà sản xuất                                                         | Thời lượng                                                           |
| -------------------------------------------------------------------- | -------------------------------------------------------------------- | -------------------------------------------------------------------- | -------------------------------------------------------------------- | -------------------------------------------------------------------- |
| 15.                                                                  | "Charades"                                                           | Youngblood Qura Rankin Tina Davis K. Stephens Pitts Lopez            | Youngblood Rankin [a] Rooney [b] Muzzy [b]                           | 2:52                                                                 |
| 16.                                                                  | "Girls" (hợp tác với Tyga)                                           | Dijon McFarlane Bryant Michael Stevenson Lopez                       | DJ Mustard Rooney [b] Muzzy [b] Bryant [b]                           | 4:39                                                                 |
| Tổng thời lượng:                                                     | Tổng thời lượng:                                                     | Tổng thời lượng:                                                     | Tổng thời lượng:                                                     | 60:06                                                                |

Notes
- ^a  dưới dạng người đồng sản xuất
- ^b  dứoi dạng một nhà sản xuất giọng hát
- ^c  dưới dạng một nhà sản xuất thu âm
- "Booty" chứa một phần của bài hát "Dat a Freak" bởi Diplo và Swick (hợp tác với TT the Artist và Lewis Cancut).
- "Troubeaux" có chứa:
  - một đoạn trong "Today", bởi Tom Scott và The California Dreamers.
  - một đoạn trong "Today", viết bởi Marty Balin và Paul Kantner.

## Xếp hạng
| Bảng xếp hạng (2014)                     | Vị trí cao nhất |
| ---------------------------------------- | --------------- |
| Album Úc (ARIA)                          | 24              |
| Album Áo (Ö3 Austria)                    | 40              |
| Album Bỉ (Ultratop Vlaanderen)           | 38              |
| Album Bỉ (Ultratop Wallonie)             | 21              |
| Album Canada (Billboard)                 | 12              |
| Chinese Albums (Sino Chart)              | 29              |
| Croatian Albums (Toplista)               | 12              |
| Album Hà Lan (Album Top 100)             | 39              |
| Album Pháp (SNEP)                        | 70              |
| Album Đức (Offizielle Top 100)           | 24              |
| Greek Albums (IFPI Greece)               | 4               |
| Album Ireland (IRMA)                     | 51              |
| Italian Albums (FIMI)                    | 13              |
| Album Nhật Bản (Oricon)                  | 38              |
| Album Hàn Quốc (Circle)                  | 58              |
| Mexican Albums (AMPROFON)                | 33              |
| Russian Albums (NFPP)                    | 4               |
| Album Tây Ban Nha (PROMUSICAE)           | 14              |
| Album Thụy Sĩ (Schweizer Hitparade)      | 15              |
| Album Anh Quốc (OCC)                     | 41              |
| Album Anh Quốc R&B (OCC)                 | 4               |
| Album Hoa Kỳ Billboard 200               | 8               |
| Album Hoa Kỳ Top R&B/Hip-Hop (Billboard) | 1               |

| Bảng xếp hạng (2014)            | Vị trí |
| ------------------------------- | ------ |
| US Billboard R&B/Hip-Hop Albums | 50     |

## Release history
| Quốc gia    | Ngày                | Phiên bản          | Nhãn      |
| ----------- | ------------------- | ------------------ | --------- |
| Germany     | 13 tháng 6 năm 2014 | Standard deluxe    | Universal |
| Hà Lan      | 13 tháng 6 năm 2014 | Standard deluxe    | Universal |
| Anh         | 16 tháng 6 năm 2014 | Standard deluxe    | Capitol   |
| Canada      | 17 tháng 6 năm 2014 | Standard deluxe    | Universal |
| Ba Lan      | 17 tháng 6 năm 2014 | Standard deluxe    | Universal |
| Tây Ban Nha | 17 tháng 6 năm 2014 | Standard deluxe    | Universal |
| Hoa Kỳ      | 17 tháng 6 năm 2014 | Standard deluxe    | Capitol   |
| Nhật Bản    | 18 tháng 6 năm 2014 | Tiêu chuẩn         | Universal |
| Australia   | 20 tháng 6 năm 2014 | Tiêu chuẩn Cao cấp | Universal |
| Brazil      | 20 tháng 6 năm 2014 | Tiêu chuẩn         | Universal |
| Pháp        | 30 tháng 6 năm 2014 | Tiêu chuẩn Cao cấp | Universal |